# Doppelwohnhaus Biegenstraße 34/36
Das Doppelwohnhaus Biegenstraße 34/36 ist ein historisches Gebäude in Marburg und wurde 1901 nach den Plänen des Architektenbüros Eichelberg & Dauber von Otto Eichelberg und August Dauber errichtet. Es gehört zur Formensprache der nordischen (Neo-)Renaissance und stellt ein bedeutendes Beispiel für die historisierende Architektur der Zeit in Marburg dar.

## Architektur
Das Doppelwohnhaus geht über einem schmalen Sandsteinkellersockel in vier Stockwerken auf. Beide Gebäude haben ein Satteldach, das durch mächtige Zwerchhäuser geprägt wird. Jeweils ein mittig angelegter Erker bestimmt die Fassaden beider Häuser.
Das Gebäude Nr. 34 hebt sich durch eine besonders aufwändige dekorative Fassadengestaltung hervor. In der Mittelachse des Gebäudes findet sich ein Sandsteinerker, der im Erdgeschoss auf mächtigen Konsolen auskragt. Der Erker ist reich verziert mit Beschlagwerk, Blüten- und Fruchtgehängen, grotesken Masken, Voluten und Rollwerk, das bis zum giebelbekrönten Zwerchhaus reicht. Der starke Farbkontrast zwischen dem hellen Putz und dem roten Sandstein verstärkt den dekorativen Charakter des Gebäudes.
Das Gebäude Nr. 36 ist etwas zurückhaltender in der Gestaltung und zeigt eine größere Balance zwischen plastischer Großform und dekorativer Kleinform.
Besonders hervorzuheben ist, dass bei beiden Bauten das Erdgeschoss nicht durch Ladeneinbauten verändert wurde. Lediglich bei Nr. 34 ist die ursprüngliche Haustür noch erhalten.
Das Doppelwohnhaus stellt aus geschichtlichen, städtebaulichen und künstlerischen Gründen ein Kulturdenkmal dar.

## Nutzung
Das Gebäude Nr. 36 ist heute als Institutsgebäude Biegenstraße 36 im Besitz der Philipps-Universität Marburg. Hier befinden sich Teile der Universitätsverwaltung sowie des Instituts für Medienwissenschaft.